# Army & Air Force Exchange Service

Logo des AAFES (nach 2011)

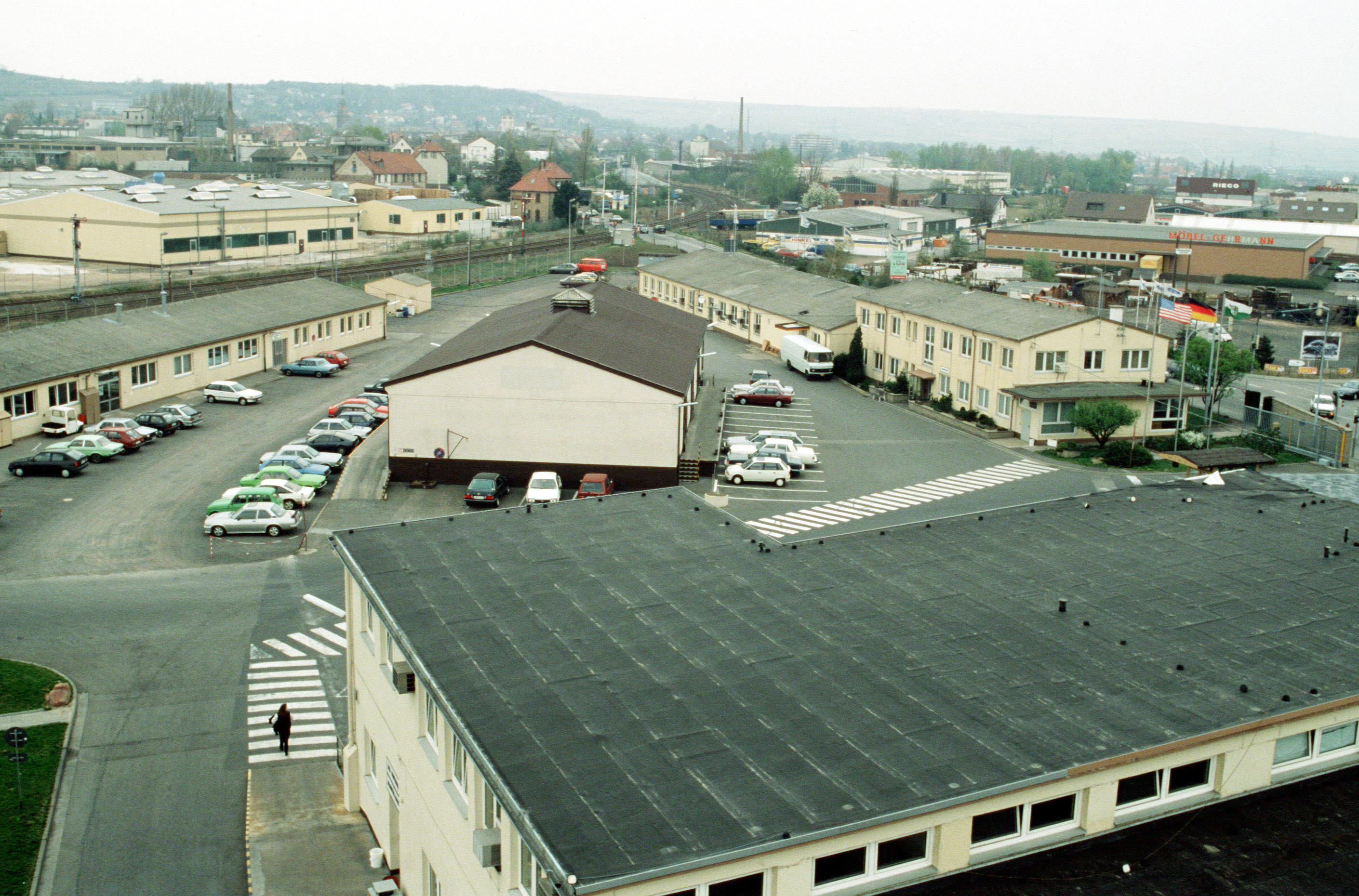
Der Army & Air Force Exchange Service (AAFES) in Grünstadt nahe der Kirchheimer Straße 1990

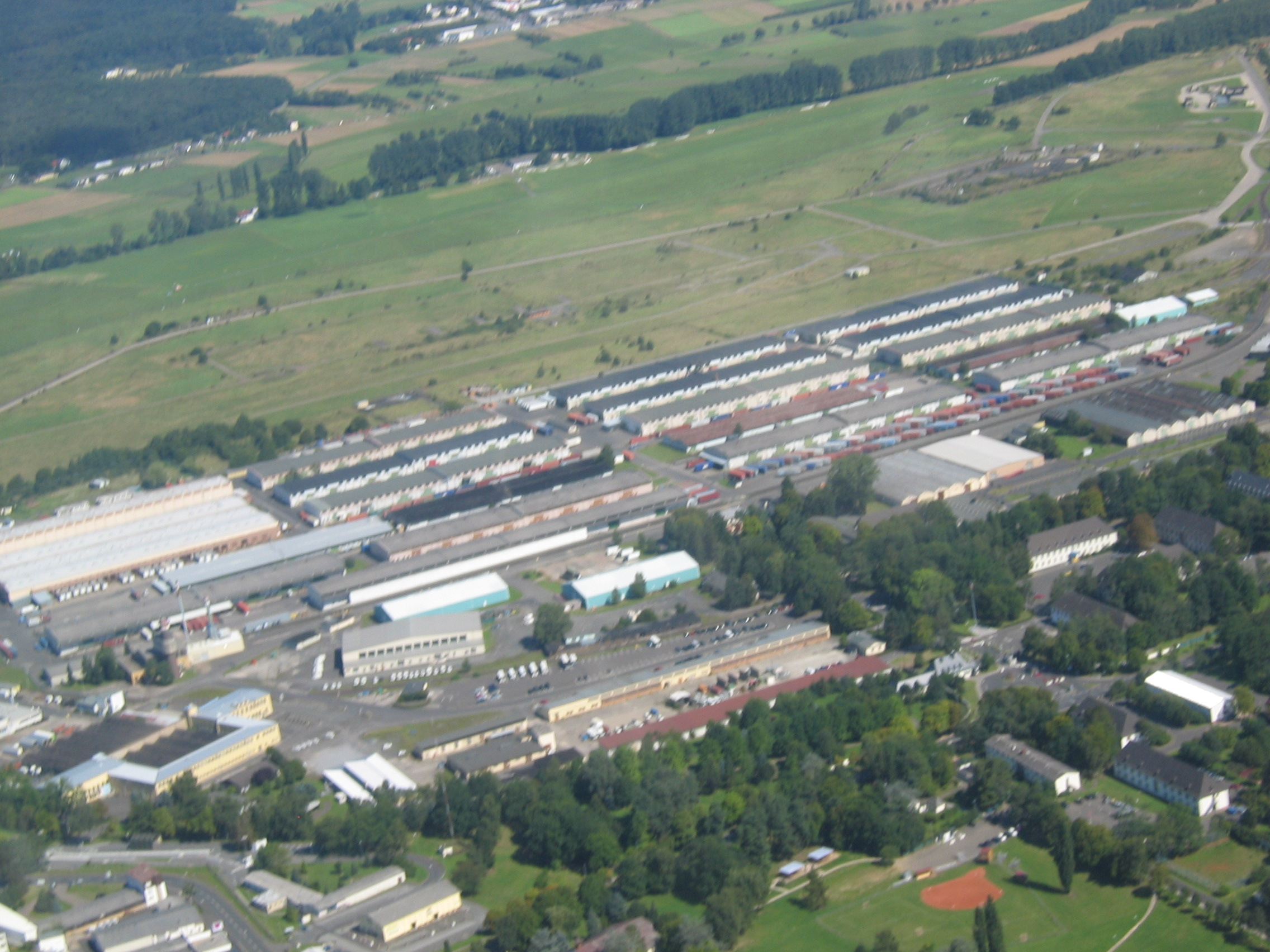
Ehemaliges zentrales Warenverteilzentrum in Gießen

Der Army & Air Force Exchange Service, abgekürzt AAFES, ist eine Konsumgüterversorgungskette mit eigenen Ladengeschäften des US-amerikanischen Verteidigungsministeriums, die der Versorgung der US Army und der US Air Force dient. Die Abkürzung AAFES wird im amerikanischen Sprachgebrauch als eigenständiger Name verwendet. AAFES wird meist von einem Zwei-Sterne-General kommandiert bzw. geleitet. Der Hauptsitz befindet sich in Dallas.
Eine Besonderheit ist, dass AAFES keine Gewinne erwirtschaften darf, weil die Organisation vom Verteidigungsministerium finanziell gefördert wird. AAFES arbeitet zunächst im Rahmen der Kostendeckung (98 %) und erhält lediglich Unterstützung für den Warentransport nach Übersee sowie durch für AAFES abgestelltes Militärpersonal. Überschüssige Einnahmen werden dem so genannten Morale, Welfare and Recreation Program (MWR, dt.: Moral-, Wohlfahrts- und Erholungsprogramm) der Army und Air Force gutgeschrieben. So unterstützt im Prinzip jeder Einkaufende von AAFES die für ihn eingerichteten Erholungs- und Freizeiteinrichtungen.
Der Vertrieb erfolgt über die Geschäfte auf den Stützpunkten, die als „PX“ für Post Exchange oder „BX“ für Base Exchange bezeichnet werden. Grundsätzlich sind die erhältlichen Waren, wie zum Beispiel Bekleidung, Haushaltswaren, Kosmetika und Elektronik, steuerfrei. Aus diesem Grund dürfen ausschließlich Militärangehörige der US-Streitkräfte sowie, unter bestimmten Voraussetzungen, Angehörige von verschiedenen NATO-Einheiten und weiterer Truppen stellender Nationen entsprechender Missionen diese Verkaufseinrichtungen nutzen.
PX-Stores werden jedoch auch weltweit in Militärcamps von im Einsatz befindlichen Armeen betrieben. Meist kommen hier private Unternehmen zum Einsatz, wobei Ortskräfte rekrutiert werden. So etwa arbeiten Bosnier in den PX in den Militärcamps der EUFOR in Bosnien-Herzegowina oder Kosovaren in der KFOR.
Trotz Steuerbefreiung werden Alkohol und Tabakwaren nur maximal zehn Prozent günstiger als entweder die US-Kontinentalpreise oder die lokalen Preise verkauft, um keinen besonderen Kaufanreiz zu bieten. Auch der Preis des verkauften Benzins an den AAFES-Tankstellen orientiert sich stets am lokalen Markt, um diesen nicht zu dominieren bzw. zu schwächen.
AAFES bietet auch einen Internetshop an, über den – ähnlich einem Versandhaus – an alle US-amerikanischen Militär-Postadressen und Militärbasen ausgeliefert wird. Gelegentlich organisiert AAFES im Rahmen der diversen MWR-Programme auch besondere Aktionen, so wurde z. B. auf der Militärbasis „Camp Liberty“ im Irak 2003 ein Burger-King-Restaurant eröffnet. Für die US Navy gibt es mit Navy Exchange eine vergleichbare Einrichtung, während das Marine Corps durch Marine Corps Exchange versorgt wird.
Das mittelhessische US-Depot Gießen war das zentrale Warenverteilzentrum der in Europa stationierten US-Streitkräfte. Von hier aus wurden auch aufgrund der im Vergleich zu den USA kürzeren Transportwege die Truppen in Afghanistan, Irak und auf dem Balkan versorgt. Der zivile Teil des AAFES-Betriebs wurde zum 31. März 2017 in Gießen komplett eingestellt und an den neuen Standort in Germersheim verlegt.